# Ataques na Transnístria em 2022
Os ataques de 2022 na Transnístria foram uma série de cinco incidentes relatados na não reconhecida República Moldava da Pridnestróvia que ocorreram entre 25 e 27 de abril, bem como 6 de maio de 2022. Os incidentes ocorreram num contexto de agravamento da situação em torno da Transnístria durante a invasão russa da Ucrânia.

## Cronologia dos eventos

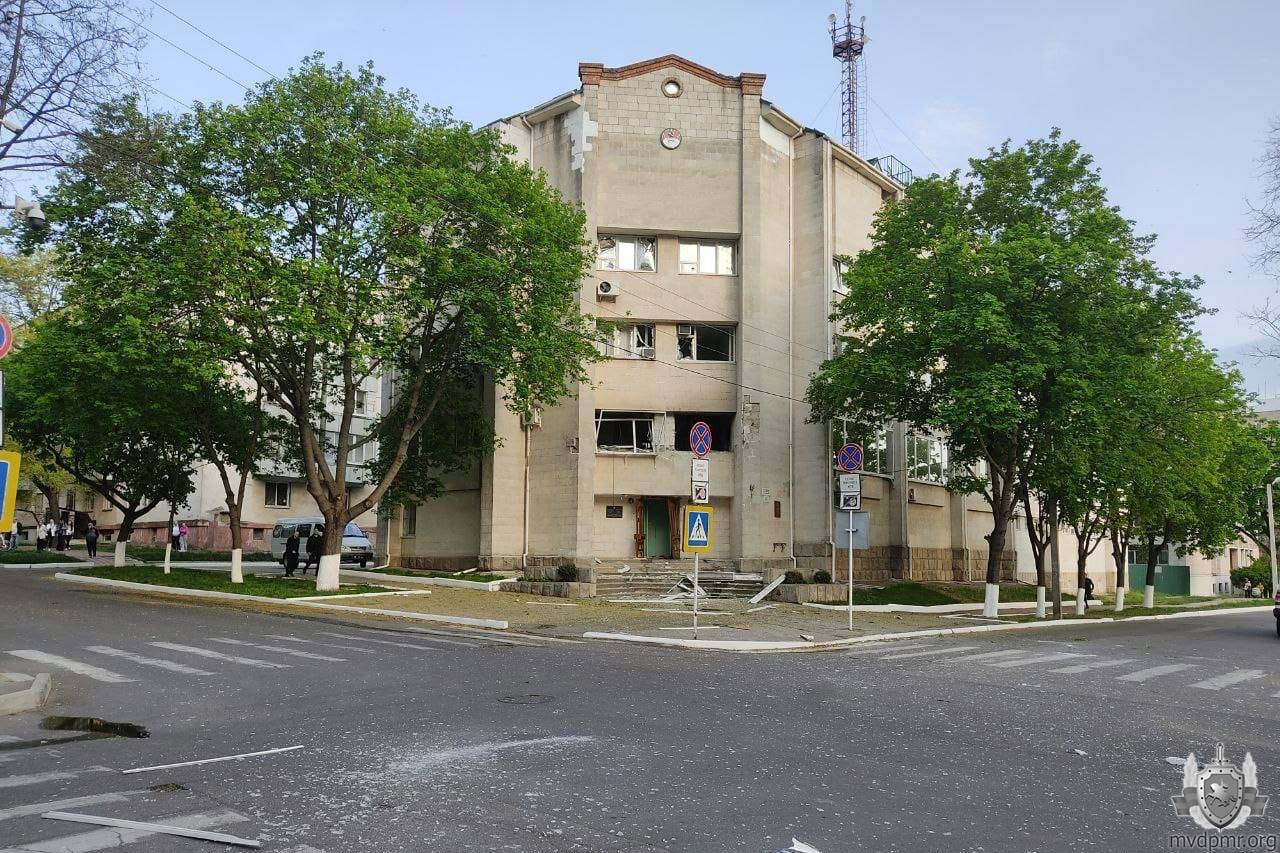
O prédio da sede do MSE da RMP após o bombardeio de 25 de abril de 2022

As primeiras explosões ocorreram em 25 de Abril no edifício do Ministério da Segurança do Estado em Tiraspol. A polícia local bloqueou as ruas e instruiu os cidadãos a não se aproximarem do edifício. Segundo relatos preliminares, as explosões foram resultado de disparos de lançadores de granadas RPG-18 e RPG-27. Este último está ao serviço dos exércitos da Transnístria, da Rússia, do Gabão e da Jordânia, o que, segundo o Instituto Robert Lansing, lança suspeitas sobre os dois primeiros.
Às 23h30 do mesmo dia, o aeroporto de Tiraspol foi atacado pelo ar, segundo informações preliminares, por drones. Duas explosões ocorreram na base aérea. As janelas e o teto do caminhão ZIL-131 foram danificados. Segundo relatos, no mesmo dia, uma unidade militar da RMP foi atacada perto da aldeia de Parcani.

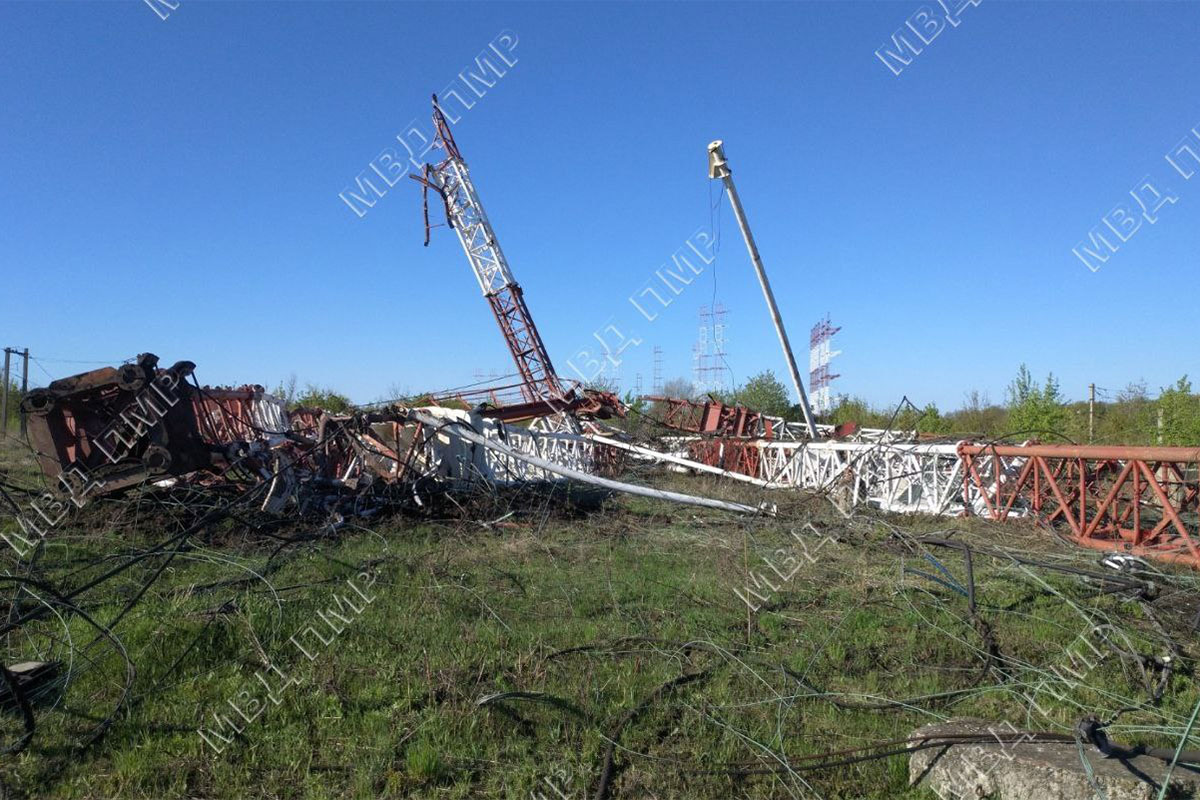
Antenas destruídas

Na manhã seguinte, ocorreram explosões no centro de rádio e televisão da Transnístria às 06h40 e 07h05, que desativaram duas antenas.
Em 27 de abril, o Ministério de Assuntos Internos da Transnístria informou que vários drones sobrevoaram a aldeia de Colbasna e dispararam contra ela. O ministério afirmou que os drones vieram da Ucrânia. Um dos maiores armazéns militares da Europa está localizado em Colbasna - está sob o controle do Grupo Operacional das Forças Russas na Transnístria (sucessor do 14º Exército de Armas Combinadas de Guardas).
No dia 6 de maio, às 09h40, na aldeia de Vorontsovo, ocorreram 4 explosões no território de um campo de aviação abandonado. Segundo as autoridades locais, acredita-se que pelo menos dois drones dispararam contra o campo de aviação enquanto sobrevoavam a área povoada. Uma hora depois o incidente se repetiu.